# Terrytown (Nebraska)
Terrytown é uma vila localizada no estado americano de Nebraska, no Condado de Scotts Bluff.

## Demografia
Segundo o censo americano de 2000, a sua população era de 646 habitantes.
Em 2006, foi estimada uma população de 642, um decréscimo de 4 (-0.6%).

## Geografia
De acordo com o United States Census Bureau, a localidade tem uma área de 1,2 km², dos quais 1,1 km² cobertos por terra e 0,1 km² cobertos por água.

## Localidades na vizinhança
O diagrama seguinte representa as localidades num raio de 16 km ao redor de Terrytown.